# Monsenhor Hipólito
Monsenhor Hipólito is een gemeente in de Braziliaanse deelstaat Piauí. De gemeente telt 7.425 inwoners (schatting 2009).
De gemeente grenst aan Francisco Santos, Campo Grande do Piauí, Pio IX, Pimenteiras en Alagoinha do Piauí.